# Floor (optie)
Een floor (Engels voor "vloer") is een term uit de financiële wereld, die een bepaald type derivaat aanduidt, een renteoptie.
Caps en floors zijn series van opties op een korte geldmarktrente (bijvoorbeeld 3-maands of 6-maands) voor een langere looptijd. Bij een floor wordt door de koper een minimum rente verzekerd.
Indien de dan geldende rente lager is dan de uitoefenprijs wordt het verschil uitbetaald aan de koper.